# فرهنگ خال
فرهنگ لغت خال (به کردی: فەرهەنگی خاڵ)، قدیمی‌ترین فرهنگ لغت کردی به کردی است که توسط شیخ محمد خال نویسنده و قاضی کرد اهل کردستان عراق نوشته شده‌است. جلد اول این فرهنگ لغت در سال ۱۹۶۰ در ۳۳۸ صفحه، جلد دوم آن در سال ۱۹۶۴ در ۳۳۸، و جلد سوم آن در ۵۱۱ صفحه در سال ۱۹۷۶ در شهر سلیمانیه به چاپ رسیده‌اند.